# Colin Noble (pilote automobile)
Colin Noble, né le 28 juillet 1996 à Penicuik en Écosse, est un pilote automobile britannique ayant participé aux championnats Michelin Le Mans Cup, Blancpain Endurance Series, European Le Mans Series ainsi que l'Asian Le Mans Series. Il a remporté le championnat pilote des Asian Le Mans Series dans la catégorie LMP3 en 2019-2020.

## Palmarès

### Résultats enEuropean Le Mans Series
| Année | Ecurie                | Châssis            | Moteur                      | Classe | 1        | 2      | 3        | 4     | 5      | 6     | Position | Points |
| ----- | --------------------- | ------------------ | --------------------------- | ------ | -------- | ------ | -------- | ----- | ------ | ----- | -------- | ------ |
| 2018  | Ecurie Ecosse/Nielsen | Ligier JS P3       | Nissan VK50VE 5,0 l V8 Atmo | LMP3   | LEC 9    | MON 10 | RBR 2    | SIL 2 | SPA 9  | POR 2 | 4e       | 58     |
| 2019  | Nielsen Racing        | Norma M30          | Nissan VK50VE 5,0 l V8 Atmo | LMP3   | LEC 5    | MON 7  | BAR 4    | SIL 5 | SPA 3  | ALG 5 | 5e       | 63     |
| 2020  | Nielsen Racing        | Duqueine M30 - D08 | Nissan VK56 5,6 l V8 Atmo   | LMP3   | LEC Abd. | SPA 2  | LEC Abd. | MON 8 | POR 11 |       | 17e      | 22,5   |

### Résultats enAsian Le Mans Series
| Année     | Ecurie                | Châssis      | Moteur                      | Classe | 1     | 2     | 3     | 4     | Position | Points |
| --------- | --------------------- | ------------ | --------------------------- | ------ | ----- | ----- | ----- | ----- | -------- | ------ |
| 2018-2019 | Ecurie Ecosse/Nielsen | Ligier JS P3 | Nissan VK50VE 5.0 L V8 Atmo | LMP3   | SHA 3 | FUJ 3 | THA 3 | SEP 4 | 3e       | 54     |
| 2019-2020 | Nielsen Racing        | Norma M30    | Nissan VK50VE 5,0 l V8 Atmo | LMP3   | SHA 2 | BEN 1 | SEP 4 | CHA 2 | 1re      | 75     |